# Fraunhofer-Institut für Entwurfstechnik Mechatronik
Koordinaten: 51° 43′ 49,5″ N, 8° 44′ 16,3″ O
Das Fraunhofer-Institut für Entwurfstechnik Mechatronik IEM, Kurzform Fraunhofer IEM, ist eine Einrichtung der Fraunhofer-Gesellschaft zur Förderung der angewandten Forschung e.V.
Leitthema des Forschungsinstituts ist das Engineering der Zukunft. Die Projekte aus Forschung und Industrie verfolgen einen ganzheitlichen Ansatz: Produkte, Produktionssysteme, Dienstleistungen und Softwareanwendungen werden von den Wissenschaftlern von der Geschäftsidee über die Umsetzung bis zur Markteinführung betrachtet.
Das Institut hat seinen Sitz an der Zukunftsmeile in Paderborn.
Das Fraunhofer IEM mit seinen rund 300 Mitarbeitern wird von einem dreiköpfigen Direktorium geführt: Ansgar Trächtler (Institutsleiter), Eric Bodden und Roman Dumitrescu. Das Forschungsvolumen umfasste 2024 über 19 Mio. Euro.

## Geschichte
Nach dem Start als Projektgruppe des Fraunhofer IPT im Jahr 2011 wurde das Fraunhofer IEM 2016 als eigenständige Einrichtung in die Bund-Länder-Förderung der Fraunhofer-Gesellschaft aufgenommen. Seit dem 1. Januar 2017 hat das Fraunhofer IEM offiziellen Institutsstatus und ist damit das erste eigenständige außeruniversitäre Forschungsinstitut der Region Ostwestfalen-Lippe. Zusätzlich zum Institutsgebäude Zukunftsmeile 1 in Paderborn ist das Fraunhofer IEM auch in der benachbarten Zukunftsmeile 2 beheimatet. Zusammen mit Industriepartnern entsteht dort mit dem IoT Xperience-Center ein umfangreicher Showroom und Eventbereich zum Thema IoT.

## Forschung und Entwicklung für die Industrie
Die anwendungsorientierte Forschung des Fraunhofer IEM basiert auf sechs Kernkompetenzen: Intelligente Technische Systeme, Digitale Transformation, Systems Engineering, Virtualisierung und Modellbildung, IT-Security und Software Engineering. Darauf aufbauend treiben die Wissenschaftler folgende Forschungsthemen interdisziplinär voran.
Die Forschungsthemen im Überblick:
- Advanced Systems Engineering: Der Ansatz Advanced Systems Engineering (ASE) schafft einen Handlungsrahmen für die erfolgreiche Gestaltung von innovativen Produkten, Dienstleistungen und Produkt-Service-Systemen. Um künftige Marktleistungen (Advanced Systems) wettbewerbsfähig zu entwickeln, integriert der Ansatz interdisziplinäre Entwicklungsmethoden (Systems Engineering) und neueste Technologien und Arbeitsformen (Advanced Engineering). Beispiele sind etwa das Model-based Systems Engineering (MBSE), die digitale Repräsentation der Produkte als »Digitaler Zwilling« oder Algorithmen der künstlichen Intelligenz (KI) in Engineering-Werkzeugen. Seit 2019 leitet das Fraunhofer IEM die Begleitforschung der BMBF-Fördermaßnahme AdWiSE – Vernetzung der Akteure zur disziplinübergreifenden Entwicklung komplexer vernetzter sozio-technischer Systeme für die Wertschöpfung von morgen (Advanced Systems Engineering).[3]

- Arbeit 4.0: Im Bereich Arbeit 4.0 betrachtet das Fraunhofer IEM die künftige Gestaltung von Arbeitsplätzen, -strukturen und -prozessen. Vor dem Hintergrund der digitalen Transformation gilt es, die Zukunft der Arbeit am Menschen auszurichten und die Potenziale vernetzter Systeme bestmöglich zu nutzen. Das Fraunhofer IEM forscht an Einsatzmöglichkeiten und Auswirkungen von neuen Technologien, Arbeitsmitteln und Methoden. Dazu zählen neue Formen der Mensch-Maschine-Interaktion durch AR/VR-Lösungen, agile Arbeitsweisen wie Scrum, digitale Lernplattformen oder auf künstlicher Intelligenz basierende Anwendungen. Seit 2020 baut das Fraunhofer IEM mit einem breiten Konsortium das BMBF-geförderte Kompetenzzentrum KIAM – KI in der Arbeitswelt des Industriellen Mittelstandes in OstWestfalenLippe auf.[4]

- Digitale Transformation: Die digitale Transformation berührt und verändert alle Unternehmensbereiche: Geschäftsprozesse und -strukturen stehen auf dem Prüfstand, Mitarbeiterführung und Unternehmenskultur wandeln sich, neue Produkte und Serviceleistungen entstehen. Das Fraunhofer IEM stellt die Entwicklung und Umsetzung individueller Digitalisierungsstrategien für Unternehmen in den Mittelpunkt. Seit 2016 hat das Fraunhofer IEM das BMWi-geförderte Mittelstand 4.0-Kompetenzzentrum Digital in NRW aufgebaut, das sich an kleine und mittlere Unternehmen richtet. Seit 2019 betreibt das Fraunhofer IEM das institutseigene Digital Transformation Office für alle Unternehmensgrößen.[5]

- Industrial Data Analytics: Maschinen, Anlagen und Produkte sind in Zeiten von Industrie 4.0 zunehmend untereinander vernetzt und produzieren immer größere Datenmengen (Big Data). Industrial Data Analytics beschreibt das gezielte Erfassen und Analysieren von Daten aus Produktion, Fertigung und Entwicklung oder aus übergeordneten Geschäftsabläufen und Wertschöpfungsketten. Das Fraunhofer IEM unterstützt Unternehmen so bei der Verbesserung ihrer Prozesse.[6]

- Innovationsmanagement: Das Fraunhofer IEM arbeitet daran, Innovationsmanagement erfolgreich in Kultur, Organisation und Prozessen von Unternehmen zu verankern. Die Wissenschaftler entwickeln und erproben Strategien und Methoden entlang des gesamten Innovationsprozesses. So übertragen sie etwa Start-up-Methoden in den Arbeitsalltag, bewerten Produktideen, bauen Prototypen und werten Kundenfeedback aus, um die Weiterentwicklung einer Produkt- oder Geschäftsidee voranzutreiben. Zudem arbeiten sie am Einsatz neuer Technologien wie zum Beispiel Künstlicher Intelligenz zur Optimierung des Innovationsmanagements. Ein weiterer Forschungsschwerpunkt umfasst die Evaluation der Digitalisierung von Produkten und Prozessen, digitalen Plattformen, Augmented Reality sowie Smart Services. Das IdeenTriebwerk in der Zukunftsmeile 1 bietet einen Raum für kreatives Arbeiten. Hier führt das Fraunhofer IEM beispielsweise Makeathons mit Beteiligung von Industrie und Forschung durch.[7]

- IoT und Automatisierung: Ziel dieses Forschungsthemas ist das Optimieren industrieller Prozesse durch die Entwicklung intelligenter Produkte und Anwendungen im Industrial IoT. Die Forscher des Fraunhofer IEM befassen sich mit innovativen Technologien und Methoden, von der Grundlagenforschung bis zur Entwicklung industriegerechter Lösungen. Im Fokus stehen neue Sensorik, Verfahren künstlicher Intelligenz und maschinellen Lernens sowie Anwendungen aus den Bereichen Molded Interconnect Devices (MID), Condition Monitoring, Retrofit, X-in-the-Loop oder 5G. Ab 2021 baut das Fraunhofer IEM zusammen mit Partnern aus der regionalen Industrie einen Showroom für IoT-Anwendungen, das IoT-Experience-Center, auf. Standort ist die Zukunftsmeile 2.[8]

- Robotik: Der Bereich Robotik entwickelt und erforscht intelligente Automatisierungslösungen für unterschiedliche Einsatzzwecke in der Produktion. Die Wissenschaftler fokussieren flexible Anwendungen, die sich schnell und unkompliziert neuen Anforderungen in der Fertigung anpassen. Dazu werden moderne Entwicklungsmethoden mit Schlüsseltechnologien aus der Automatisierungs- und Regelungstechnik mit Kenntnissen aus realen Anwendungen in der Industrie verknüpft. Sensorgeführte und Kollaborative Roboter (Cobots) bilden dabei den Dreh- und Angelpunkt der Forschungsaktivitäten.[9]

- Safety & Security by Design: Mit dem Konzept Safety und Security by Design betrachtet das Fraunhofer IEM alle Sicherheitsaspekte entlang des Produktlebenszyklus von technischen Systemen – und zwar von Beginn der Entwicklung an, nicht erst im Test oder im laufenden Betrieb. Dabei sind die Betriebssicherheit (Safety) und die Angriffs- und Informationssicherheit (Security) heute untrennbar miteinander verknüpft. Um Safety und Security by Design in Produkten und Lösungen erfolgreich umzusetzen, erforschen und entwickeln die Wissenschaftler Prozesse, Methoden und Werkzeuge wie z. B. automatische Codeanalyse-Werkzeuge (siehe auch statische Codeanalyse).[10]

## Ausgründungen
Two Pillars
Das Fraunhofer IEM forscht seit seiner Gründung 2011 zum Entwicklungsansatz Model-Based Systems Engineering (MBSE), der auf Basis grafischer Modelle die fachübergreifende Kommunikation in der Produktentstehung und im gesamten Produktlebenszyklus unterstützt. Auf dieser Basis gründete sich im Jahr 2018 die Two Pillars GmbH. Das Unternehmen vertreibt eine Software, die eine modellbasierte Produktentwicklung mit geringem Aufwand digital unterstützt. Grundlage dafür ist das Qualitätsmanagement-Werkzeug iQUAVIS des japanischen Software-Herstellers ISID.
Codeshield
Im Forschungsfeld Security by Design spielen Codeanalyse-Werkzeuge, mit denen Unternehmen Schwachstellen und Sicherheitsrisiken bereits in der Entwicklung eines Software-Programmes entdecken und beheben können, eine große Rolle. Mit dem unter anderem am Fraunhofer IEM entwickelten Codeanalyse-Werkzeug CodeShield gründete sich im Jahr 2020 das gleichnamige Spin-off aus dem Fraunhofer IEM und dem Heinz Nixdorf Institut der Universität Paderborn aus.

## Infrastruktur
Die Forschungsinfrastruktur des Fraunhofer IEM umfasst die folgenden Labore und Prüfeinrichtungen:
- AR/VR Lab: Im AV/VR Lab liegt der Schwerpunkt der Forschung auf Augmented Reality (AR) und Virtual Reality (VR) Anwendungen.[13]

- IdeenTriebwerk: Im IdeenTriebwerk finden Workshops, Schulungen sowie Informations-, Netzwerk- und Lehrveranstaltungen rund um das Schwerpunktthema »Innovation« statt.[14]

- IoT Xperience Center: Das IoT Xperience Center ist ein Forschungs- und Innovationszentrum rund um das Thema Internet der Dinge (Internet of Things, IoT).[15]

- Mechatronics Testing Lab: Das Mechatronics Testing Lab bietet Prüf- und Testtechnologien, um Entwicklungsprozesse bereits während der Entwurfs-, Integrations- und Testphasen durch virtuelle Teilsysteme und datenbasierte Methoden zu optimieren.[16]

- MID Lab: Im MID Lab werden Molded-Interconnect-Devices-Prototypen in Kombination mit 3D-Druck entwickelt.[17]

- Robotics Lab: Im Robotics Lab wird an modernen Robotics und -Automatisierungslösungen für die industrielle Anwendung geforscht.[18]

- Secure Engineering Lab: Im Secure Engineering Lab arbeitet das Fraunhofer IEM daran, Software-intensive Systeme effizient zu entwickeln und abzusichern.[19]

- Systems Engineering Live Lab: Im Systems Engineering Live Lab werden technische Systeme und intelligente Produkte in interdisziplinärer Zusammenarbeit entwickelt.[20]

## Kooperationen
Das Fraunhofer IEM kooperiert eng mit dem Heinz Nixdorf Institut der Universität Paderborn. Die Zusammenarbeit reicht von Lehrveranstaltungen der drei Direktoren über einer Reihe gemeinsamer Forschungsprojekte hin zu einer engen beratenden Kooperation mit Eyke Hüllermeier und Walter Sextro, die als Chief Scientists mit dem Fraunhofer IEM zusammenarbeiten. Ein dritter Chief Scientist ist der amerikanische Innovations-Forscher Elias G. Carayannis.
Das Fraunhofer IEM ist in zahlreichen Netzwerken und Forschungsverbünden aktiv. So ist es ein langjähriger Partner des Technologie-Netzwerks it’s OWL, mit dem es seit 2020 auch den BMWi-geförderten KI-Marktplatz, eine digitale Plattform für Künstliche Intelligenz zur Produktentstehung. Im Kompetenzzentrum Digital in NRW unterstützt das Fraunhofer IEM den Mittelstand mit individuellen Digitalisierungsstrategie für die Industrie 4.0. Das Fraunhofer IEM koordiniert die BMBF-Initiative Advanced Systems Engineering zum Engineering der Zukunft. Auf internationaler Ebene besteht eine wissenschaftliche Partnerschaft mit der Universiti Teknologi MARA in Malaysia.
Innerhalb der Fraunhofer-Gesellschaft kooperiert das Fraunhofer IEM mit dem Fraunhofer-Verbund Produktion, der Fraunhofer-Allianz Adaptronik sowie mit dem Fraunhofer-Verbund Informations- und Kommunikationstechnologie.

## Aus- und Weiterbildung
Lehre
Alle drei Direktoren des Fraunhofer IEM, Ansgar Trächtler (Institutsleiter), Eric Bodden und Roman Dumitrescu, sind gleichzeitig Professoren an der Universität Paderborn und leiten eigene Fachgruppen am angegliederten Heinz Nixdorf Institut.
IEM-Academy
Die IEM-Academy bündelt die Weiterbildungsangebote des Fraunhofer IEM. Die Schulungen und Workshops richten sich an Führungskräfte, Projektverantwortliche und Fachkräfte und spiegeln das gesamte Forschungsprofil des Fraunhofer IEM wider. Seit 2020 produziert das Fraunhofer IEM eine Reihe von kostenfreien Webinaren zu den Themen des Instituts.